# Salts al Campionat del Món de natació de 2013 – 1 metre trampolí masculí
La prova d'1 metre trampolí es va disputar entre el 20 i el 22 de juliol de 2013 a la Piscina Municipal de Montjuïc de Barcelona. La preliminar es va celebrar el dia 20 i la final el dia 22.

## Resultats
Verd: Classificats per la final
| Posició | Saltador              | País            | Preliminar | Preliminar | Final  | Final   |
| Posició | Saltador              | País            | Punts      | Posició    | Punts  | Posició |
| ------- | --------------------- | --------------- | ---------- | ---------- | ------ | ------- |
| 1       | Li Shixin             | R.P. de la Xina | 405.00     | 1          | 460.95 | 1       |
| 2       | Illya Kvasha          | Ucraïna         | 391.95     | 3          | 434.30 | 2       |
| 3       | Kevin Chavez          | Mèxic           | 381.20     | 4          | 431.55 | 3       |
| 4       | Sun Zhiyi             | R.P. de la Xina | 377.15     | 7          | 425.05 | 4       |
| 5       | Constantin Blaha      | Àustria         | 358.60     | 10         | 411.75 | 5       |
| 6       | Matthieu Rosset       | França          | 404.95     | 2          | 409.45 | 6       |
| 7       | Rommel Pacheco        | Mèxic           | 378.90     | 6          | 399.65 | 7       |
| 8       | Martin Wolfram        | Alemanya        | 361.50     | 9          | 398.05 | 8       |
| 9       | Sebastian Morales     | Colòmbia        | 380.45     | 5          | 387.30 | 9       |
| 10      | Oliver Homuth         | Alemanya        | 362.20     | 8          | 386.75 | 10      |
| 11      | Sergey Nazin          | Rússia          | 352.65     | 11         | 380.00 | 11      |
| 12      | Oleg Kolodiy          | Ucraïna         | 349.75     | 12         | 375.75 | 12      |
| 13      | Evgeny Novoselov      | Rússia          | 344.10     | 13         | 31     | 13      |
| 14      | Harry Jones           | Estats Units    | 343.40     | 14         | 30     | 14      |
| 15      | Andrzej Rzeszutek     | Polònia         | 338.45     | 15         | 29     | 15      |
| 16      | Christopher Mears     | Regne Unit      | 333.30     | 16         | 28     | 16      |
| 17      | Kristian Ipsen        | Estats Units    | 333.10     | 17         | 27     | 17      |
| 18      | Michail Fafalis       | Grècia          | 329.60     | 18         | 26     | 18      |
| 19      | Jack Laugher          | Regne Unit      | 327.20     | 19         | 25     | 19      |
| 20      | Xie Zhen              | Hong Kong       | 321.95     | 20         | 24     | 20      |
| 21      | Woo Ha-Ram            | Corea del Sud   | 315.75     | 21         | 23     | 21      |
| 22      | Nicolás García        | Espanya         | 312.90     | 22         | 22     | 22      |
| 23      | Yona Knight-Wisdom    | Jamaica         | 311.55     | 23         | 21     | 23      |
| 24      | Ahmad Amsyar Azman    | Malàisia        | 309.15     | 24         | 20     | 24      |
| 25      | Espen Gilje Bergslien | Noruega         | 306.50     | 25         | 19     | 25      |
| 26      | Michele Benedetti     | Itàlia          | 303.10     | 26         | 18     | 26      |
| 27      | François Imbeau-Dulac | Canadà          | 299.00     | 27         | 17     | 27      |
| 28      | Chew Yi Wei           | Malàisia        | 297.00     | 28         | 16     | 28      |
| 29      | Vinko Paradzik        | Suècia          | 295.10     | 29         | 15     | 29      |
| 30      | César Castro          | Brasil          | 292.85     | 30         | 14     | 30      |
| 31      | Andreas Billi         | Itàlia          | 292.30     | 31         | 13     | 31      |
| 32      | Yorick de Bruijn      | Països Baixos   | 289.40     | 32         | 12     | 32      |
| 33      | Alfredo Colmenarez    | Veneçuela       | 288.25     | 33         | 11     | 33      |
| 34      | Jesus Liranzo         | Veneçuela       | 285.15     | 34         | 10     | 34      |
| 35      | Poon Jason Wai Ching  | Hong Kong       | 282.30     | 35         | 9      | 35      |
| 36      | Kim Yeong-Nam         | Corea del Sud   | 276.95     | 36         | 8      | 36      |
| 37      | Botond Bóta           | Hongria         | 272.70     | 37         | 7      | 37      |
| 38      | Abbas Abdulrahman     | Kuwait          | 270.25     | 38         | 6      | 38      |
| 39      | Yauheni Karaliou      | Belarús         | 247.70     | 39         | 5      | 39      |
| 40      | Sergej Baziuk         | Lituània        | 246.30     | 40         | 4      | 40      |
| 41      | Addy van der Sluys    | Sud-àfrica      | 239.15     | 41         | 3      | 41      |
| 42      | Jesper Tolvers        | Suècia          | 229.00     | 42         | 2      | 42      |
| 43      | Ignas Barkauskas      | Lituània        | 212.90     | 43         | 1      | 43      |